# Frederick Windsor
Frederick Michael George David Louis Windsor (Londres, 6 de abril de 1979) popularmente conhecido como Lorde Freddie, é um analista financeiro inglês e o único filho varão do príncipe Miguel de Kent (neto de Jorge V) e da baronesa Marie-Christine von Reibnitz, sendo portanto um membro da família real britânica. Em janeiro de 2025, ele ocupa a 54.ª posição na linha de sucessão ao trono britânico. É banqueiro e vice-presidente de JP Morgan.

## Biografia

### Nascimento e família
Lorde Frederick Windsor nasceu no Hospital de St. Mary, localizado em Paddington na cidade de Londres. É filho do príncipe Miguel de Kent e da baronesa Marie-Christine von Reibnitz, Princesa Miguel de Kent.
Ele tem uma irmã menor: a Lady Gabriella Windsor, que é uma jornalista.
O seu pai é primo em primeiro grau da rainha Isabel II do Reino Unido, pelo que o próprio Frederick é primo em segundo grau da rainha. Frederick também é primo em terceiro grau do marido da rainha, o príncipe Filipe, Duque de Edimburgo, visto que a sua avó materna, a princesa Marina, Duquesa de Kent era prima direita de Filipe, uma vez que André da Grécia e Dinamarca (pai de Mariana) e o príncipe André da Grécia e Dinamarca (pai do duque de Edimburgo) foram irmãos.
O casamento do pai de Frederick com uma católica romana tirou-o da linha de sucessão ao trono britânico sob as provisões do Ato de Estabelecimento de 1701. Entretanto, como Frederick foi batizado e cresceu em comunhão Anglicana, ele acabou mantendo assim o seu lugar na linhagem de sucessão britânica.

## Educação e juventude
Frederick foi educado nas escolas particulares de Wetherby, Ludgrove, Sunningdale School e terminou o seu ensino secundário na famosa Eton College, onde foi um "Oppidan Scholar", por que se destacou academicamente. Em meio a isso, Frederick também teve aulas de apreciação de música, chamadas de Fun With Music e conduzidas por Ann Rachlin. 
Frederick já fez modelagem em uma campanha pela Burberry e para Tomasz Starzewski.
No seu ensino superior, estudou na faculdade de Magdalen College (parte da Universidade de Oxford), onde ganhou honras da segunda classe mais alta (com uma média de 2:1; ou correspondente a 16 em Portugal) no curso de Filosofia Clássica. 
Em 1999, lorde Frederick Windsor admitiu ter experimentado cocaína em uma festa, quando era o 28.º na linha de sucessão ao trono britânico.

## Trabalho
Enquanto foi jornalista de música (notavelmente para a revista Tatler), planejou se tornar um solicitador, trabalhando com Direito do Entretenimento. Contudo, acabou tornando-se banqueiro. 
Em setembro de 2006, de acordo com o jornal The Times, Lord Frederick trabalhava na cidade de Londres, como analista do banco de investimentos JP Morgan, instituição em que é vice-presidente.

## Noivado e casamento
Em 14 de fevereiro de 2009, durante o dia de São Valentim de 2009, Frederick pediu a sua até então namorada, a atriz inglesa Sophie Winkleman, em casamento. Logo após obter a permissão da rainha Isabel II do Reino Unido, em conformidade com o Royal Marriages Act de 1772, o casamento foi marcado.
No dia 12 de setembro de 2009, o casamento realizou-se no Hampton Court Palace, localizado na cidade de Londres, com a presença de membros da família real britânica.

## Paternidade
No dia 15 de agosto de 2013, a sua esposa Sophie Winkleman deu à luz a primeira filha do casal: a Maud Elizabeth Daphne Marina Windsor, que nasceu no Hospital Ronald Reagan UCLA Medical Center, localizado na cidade de Los Angeles nos Estados Unidos. Maud recebeu o seu nome em honra de duas princesas inglesas: a princesa Maud de Gales e da sobrinha, a princesa Matilde de Fife; da rainha Isabel II; da avó da mãe, Daphne; e da avó do pai, a princesa Marina, Duquesa de Kent. Maud foi batizada na capela do Palácio de St. James em dezembro de 2013 em comunhão com a Igreja Anglicana; entre os padrinhos de Maud, encontra-se a princesa Eugénia de Iorque. Maud é a primeira neta do príncipe Miguel de Kent.
A segunda filha do casal, a Isabella Alexandra May Windsor, nasceu em 16 de janeiro de 2016 no Hospital Chelsea e Westminster, localizado em Chelsea na cidade de Londres. Em junho de 2016, ela foi batizada e entre os seus padrinhos encontra-se o famoso chef de cozinha Jamie Oliver, que é um amigo próximo da sua mãe.
Em setembro de 2016, foi anunciado que Lord Frederick se tinha tornado presidente da instituição de caridade Soldier On!.